# Manuel Gregorio Masías
Manuel Gregorio Masías, más conocido como Manuel G. Masías (Lima, siglo XIX
-Lima, siglo XX) fue un ingeniero minero y político peruano. Fue ministro de Fomento y Obras Públicas (1924-1925), y ministro de Hacienda y Comercio (1925-1930), durante el Oncenio de Augusto Leguía. También fue senador de la República, por el departamento de Madre de Dios (1924-1930).

## Biografía
Cursó sus estudios primarios y secundarios en Lima. Luego ingresó en la Escuela Nacional de Ingenieros. Egresó en 1890 como ingeniero de minas y empezó a ejercer su profesión, tanto en el sector público como en el privado.
Trabajó como jefe divisionario en la construcción del ferrocarril de Chicla a La Oroya. Luego fue jefe de la comisión de minas y peritos en el asiento minero de Morococha, cuyos planos catastrales levantó.
Cumplida dicha labor, regresó a Lima, donde se dedicó a laborar en el ámbito particular. En 1917, bajo el segundo gobierno de José Pardo y Barreda fue nombrado director de Obras Públicas, sector que dependía del Ministerio de Fomento y Obras Públicas. En dicho cargo se destacó como promotor de una política ferroviaria que consideraba fundamental para el progreso nacional.
Durante las elecciones de 1924 fue elegido senador por Madre de Dios, pero dejó en suspenso el ejercicio de dicho mandato, pues el reelecto presidente Augusto Leguía lo nombró como ministro de Fomento y Obras Públicas. Juró su cargo el 12 de octubre de 1924. En tal calidad, impulsó la creación de una nueva red de comunicación y el embellecimiento y la expansión urbana de Lima.

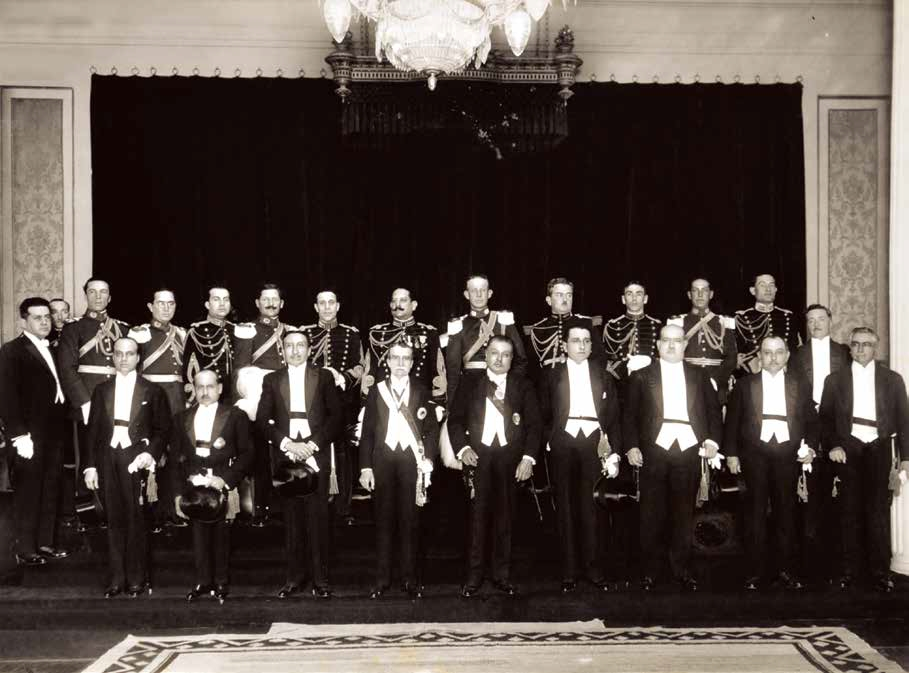
Gabinete ministerial del presidente Augusto Leguía, en diciembre de 1924. Manuel G. Masías, entonces ministro de Fomento, es el segundo de derecha a izquierda, primera fila.

El 24 de setiembre de 1925 pasó a ser ministro de Hacienda y Comercio, reemplazando a Benjamín Huamán de los Heros. Al producirse la segunda reelección consecutiva de Leguía en 1929, fue ratificado en dicho cargo. De esta gestión ministerial es de destacar su intervención en la cámara de diputados para defender el proyecto del Ejecutivo de contratar un empréstito de siete millones y medio de dólares para cubrir obligaciones de años anteriores; su participación en la obtención de un empréstito de 16 millones de dólares para las obras portuarias del Callao; su decisión de terminar la construcción del edificio del estanco del tabaco e importar maquinaria moderna. También apoyó la creación de la Contraloría General de la República y el establecimiento del crédito hipotecario.
Se dijo también en su momento que coadyuvó a “moralizar” la distribución de los cuantiosos ingresos que pasaban por su ministerio; que durante su gestión se mantuvo con saldo favorable la balanza comercial y que se cubrió con normalidad el servicio de la deuda externa. Sin embargo, es de señalar que fue en el último tramo de su gestión cuando el Perú sufrió los efectos devastadores de la crisis mundial de 1929, que contribuyeron a la caída del gobierno de Leguía.
Semanas antes del golpe de Estado del 25 de agosto de 1930, renunció a su cargo de ministro para ocupar su senaduría por Madre de Dios, cuya reelección había logrado en 1929. Lo reemplazó Fernando Fuchs. La caída de Leguía marcó el fin de su carrera política, después de haber sido uno de los hombres fuertes del régimen.